# Dąbrowa (gmina Annopol)
Dąbrowa – wieś w Polsce położona w województwie lubelskim, w powiecie kraśnickim, w gminie Annopol.
W latach 1975–1998 miejscowość należała administracyjnie do województwa tarnobrzeskiego.
Wieś stanowi sołectwo gminy Annopol.Według Narodowego Spisu Powszechnego (III 2011 r.) wieś liczyła  356 mieszkańców. 
We wsi znajduje się cmentarz żołnierzy Armii Radzieckiej.